# 모두의 주방
《모두의 주방》은 Olive에서 2019년 2월 24일부터 2019년 4월 28일까지 방영했던 소셜 다이닝 방송이다.

## 개요
초면인 사람들과 만나서 자신만의 특별 레시피를 요리하며 공유하는 방송이다. 2018년 12월 27일에 파일럿으로 방송됐다.

## 방영 목록
| 강호동                                      | 쌈박스테이크                     |                                  |
| 강호동                                      | 돈가스                           |                                  |
| 곽동연                                      | 고추장찌개                       |                                  |
| 미야와키 사쿠라(아이즈원)                   | 오야코동                         | 영상                             |
| 이청아                                      | 치즈 꿀호떡 만두                 | 영상                             |
| 황광희                                      | 코다리 조림                      | 빈칸                             |
| 2화 굿바이, 겨울 2019년 2월 24일            |                                  |                                  |
| 강호동                                      | 4년 숙성 묵은지 등갈비찜         | 포스트                           |
| 미야와키 사쿠라(아이즈원)                   | 부대찌개                         |                                  |
| 황광희                                      | 매생이 달걀말이                  |                                  |
| 김용건                                      | 보리굴비                         |                                  |
| 이청아                                      | 보리굴비                         |                                  |
| 찬희(SF9)                                   | 치즈 폭발 폭탄말이               |                                  |
| 3화 모두의 봄 2019년 3월 3일                |                                  |                                  |
| 강호동                                      |                                  |                                  |
| 곽동연                                      | 진미채볶음                       | 영상                             |
| 이청아                                      | 두릅솥밥                         |                                  |
| 황광희                                      | 통삼겹쌍화수육                   | 영상                             |
| 김정난                                      | 냉이꽃게탕                       | 영상                             |
| 태민(샤이니)                                | 소고기양상추쌈                   | 포스트                           |
| 4화 어느 감성 돋는 날 2019년 3월 10일       |                                  |                                  |
| 강호동                                      | 감성돔 초밥                      |                                  |
| 미야와키 사쿠라(아이즈원)                   | 딸기 슈                          | 영상                             |
| 미야와키 사쿠라(아이즈원)                   | 딸기 스무디                      | 영상                             |
| 이청아                                      | 딸기 푸딩                        | 영상                             |
| 황광희                                      |                                  |                                  |
| 이태곤                                      | 감성돔 회                        |                                  |
| 이태곤                                      | 매콤 감성돔조림                  | 포스트                           |
| 이태곤                                      | 감성돔 맑은탕                    | 포스트, 영상                     |
| 이태곤                                      | 감성돔 회 비빔국수               |                                  |
| 이홍기(FT아일랜드)                          | 돼지고기 찹스테이크              |                                  |
| 5화 우리 집 레시피 2019년 3월 17일          |                                  |                                  |
| 강호동                                      |                                  |                                  |
| 이청아                                      |                                  |                                  |
| 곽동연                                      | 장떡                             |                                  |
| 고수희                                      | 더덕 샐러드                      |                                  |
| 고수희                                      | 해산물잡채                       | 포스트                           |
| 붐                                          | 매콤 주꾸미볶음                  |                                  |
| 붐                                          | 곤드레밥                         |                                  |
| 야노 시호                                   | 스키야키                         | 포스트                           |
| 6화 바다 마을 봄 소풍 2019년 3월 24일       |                                  |                                  |
| 강호동                                      | 칼국수                           |                                  |
| 미야와키 사쿠라(아이즈원)                   | 김밥                             |                                  |
| 김용건                                      | 김밥                             |                                  |
| 황광희                                      | 옛날통닭                         | 포스트, 영상                     |
| 거미                                        | 연포탕                           |                                  |
| 거미                                        | 문어숙회                         |                                  |
| 거미                                        | 갈치속젓김밥                     |                                  |
| 이엘리야                                    | 천혜향떡볶이                     | 포스트, 영상                     |
| 7화 그 시절 우리가 사랑했던 2019년 3월 31일 |                                  |                                  |
| 신성우                                      | 대하밥                           |                                  |
| 데이비드 맥기니스                           | 칠리소스핫도그                   | 포스트                           |
| 황광희                                      | 도다리쑥국                       |                                  |
| 진지희                                      | 까르보제육볶음                   | 포스트                           |
| 강호동                                      | 신성우의 보조                    | 신성우의 보조                    |
| 이청아                                      | 데이비드 맥기니스의 보조         | 데이비드 맥기니스의 보조         |
| 8화 땅,바다,하늘 그리고 식탁 2019년 4월 7일 |                                  |                                  |
| 미야와키 사쿠라(아이즈원)                   | 구름 탕수육                      | 포스트, 영상                     |
| 이청아                                      | 멍게 비빔밥                      |                                  |
| 웬디(레드벨벳)                              | 부추 닭갈비                      | 포스트, 영상                     |
| 유민상                                      | 칠면조 구이                      |                                  |
| 강호동                                      | 유민상의 보조                    | 유민상의 보조                    |
| 황광희                                      | 웬디의 보조                      | 웬디의 보조                      |
| 9화 친구야 밥 먹자 2019년 4월 14일          |                                  |                                  |
| 미야와키 사쿠라(아이즈원)                   | 토스트                           |                                  |
| 경수진                                      | 생골뱅이 소면무침                | 포스트                           |
| 경수진                                      | LA갈비구이                       |                                  |
| 박지빈                                      | 깍두기 짜글이                    | 포스트                           |
| 은지원(젝스키스)                            | 샌드위치                         |                                  |
| 강호동                                      | 경수진의 보조                    | 경수진의 보조                    |
| 이청아                                      | 박지빈의 보조                    | 박지빈의 보조                    |
| 10화 센 언니와 소심남 2019년 4월 21일       |                                  |                                  |
| 김용건                                      | 바지락 젓갈                      |                                  |
| 남창희                                      | 깐풍치킨                         | 포스트                           |
| 남창희                                      | 닭살수프                         |                                  |
| 오윤아                                      | 오덕삼불고기                     | 포스트                           |
| 치타                                        | 소라톳솥밥                       |                                  |
| 강호동                                      |                                  |                                  |
| 이청아                                      |                                  |                                  |
| 11화 우리, 다시 만나 2019년 4월 28일        |                                  |                                  |
| 강호동                                      | 가지라자냐                       | 영상                             |
| 이청아                                      | 가지라자냐                       | 영상                             |
| 이루마                                      | 피시앤드포테이토                 |                                  |
| 청하                                        | 떡볶음탕                         | 영상                             |
| 청하                                        | 날치알 주먹밥                    |                                  |
| 황광희                                      | 동치미김치말이국수               |                                  |
| 미야와키 사쿠라(아이즈원)                   | 요리는 불참했으며, 식사부터 출연 | 요리는 불참했으며, 식사부터 출연 |